# Grotesco criollo
El grotesco criollo es un  subgénero dramático cultivado en la Argentina y también en Uruguay. Su creación es atribuida al director teatral y dramaturgo Armando Discépolo, con su obra majestuosa y popular conocida como Mateo.  En su seno confluyen desde el grotesco italiano hasta el sainete criollo. Dentro del género destacan varias obras del uruguayo Jacobo Langsner, entre ellas Esperando la carroza, obra de teatro en la cual se basó la popular película homónima.

## Características del grotesco criollo
Presenta la búsqueda de comunicación por parte del sujeto y la contención familiar no obtenida, que lleva al protagonista a la depresión y a lo patético. Describe la animalización de los personajes, sumada a la máscara social. La trama busca una profundización psicológica.
El tema básico es la ausencia de dinero y como consecuencia los fracasos, el desamor, la disolución familiar, la corrupción, la desigualdad y la humillación; los personajes son inmigrantes, en su mayoría italianos.
El lenguaje reproduce el habla ítalo-criolla (cocoliche), mezclada con términos vulgares y el lunfardo. Esto ocurre en determinadas obras, que son muchas, pero no necesariamente en todas. Hay grotesco cuando hay insultos o expresiones despectivas, sin que sean con acento extranjero, como recursos del relato. Un ejemplo de esto son varios monólogos cómicos, muchos de ellos interpretados por sus propios autores (Florencio Parravicini, Antonio Gasalla, Enrique Pinti, etc.) Las historias se ubican en las piezas de conventillo, los suburbios de Montevideo y Buenos Aires y en la noche.
La escenografía es realista, denota la situación económica y las actividades de la familia. El abigarramiento y la profusión de objetos que pueblan las habitaciones evidencian el agobio que padece el personaje; la oscuridad la asemeja a una cueva, correlato escenográfico de la imposibilidad de salida para el protagonista.
La mayoría de las obras se desarrollan en uno o dos actos y el objetivo es la crítica a la sociedad.